# Hatakaze (lớp tàu khu trục)
Lớp tàu khu trục Hatakaze (tiếng Nhật: はたかぜ型護衛艦, Hatakaze gata goeikan) là một lớp tàu khu trục tên lửa của Lực lượng Tự vệ Biển Nhật Bản. Lớp này gồm 2 chiếc, được chế tạo vào giữa thập kỷ 1980 và hiện vẫn đang phục vụ.
| Số hiệu | Tên       | Đặt lườn            | Hạ thủy             | Đưa vào biên chế    | Đơn vị             |
| ------- | --------- | ------------------- | ------------------- | ------------------- | ------------------ |
| DDG-171 | Hatakaze  | 20 tháng 5 năm 1983 | 9 tháng 11 năm 1984 | 27 tháng 3 năm 1986 | Hải đội hộ vệ số 4 |
| DDG-172 | Shimakaze | 13 tháng 1 năm 1985 | 30 tháng 1 năm 1987 | 23 tháng 3 năm 1988 | Hải đội hộ vệ số 1 |

Về kết cấu, nó cơ bản dựa trên thiết kế của lớp tàu khu trục Tachikaze. Đây là lớp tàu khu trục tên lửa đầu tiên của Nhật Bản được trang bị động cơ turbine khí phương thức COGAC cho phép tàu có thể hoạt động cả viễn dương lẫn cao tốc. Kết cấu của lớp Hatakaze do Nhật Bản tự thiết kế. Các lớp tàu khu trục tên lửa sau như Kongo và Hyuga đều dựa trên thiết kế của Mỹ.